# Believe (The Chemical Brothers)
Believe è il secondo singolo estratto dall'album Push the Button del duo britannico di musica elettronica Chemical Brothers. Pubblicata nel maggio del 2005, la canzone ha raggiunta la posizione numero 18 della classifica britannica e include la partecipazione di Kele Okereke dei Bloc Party. In Italia la canzone è stata usata come sigla di chiusura nel programma di attualità Nonsolomoda.

## Tracce

### In Regno Unito
- CD 1 CHEMSD22

1. "Believe" (Edit)
2. "Giant"

- CD 2 CHEMSDX22

|  |

1. "Believe" (Extended Version)
2. "Spring"
3. "Believe" (Erol Alkan's 'Feel Me' Re-Work)
4. "Believe" (Video)

- 12" CHEMST22

1. "Believe" (Extended Version)
2. "Galvanize" (Abe Duque Remix)
3. "Giant"

### In Australia
- CD 8699502

1. "Believe" (Extended Version)
2. "Spring"
3. "Believe" (Erol Alkan's 'Feel Me' Re-Work)

## Classifiche
| Classifica                        | Posizione |
| --------------------------------- | --------- |
| Classifica britannica dei singoli | 18        |

## Video musicale
Il video musicale è ambientato nello stabilimento di Longbridge, all'epoca di proprietà del gruppo MG Rover e chiuso con il fallimento del gruppo nell'aprile del 2005.